# Georg Tomandl
Georg Tomandl ist ein österreichischer Musikproduzent.

## Geschichte
Er ist Vorstand-Obmann der Österreichische Musikförderung Österreichische Musikfonds, Geschäftsführer von Sunshine Enterprises und Mastering Engineer von Sunshine Mastering.
Im Jahr 2013 hat er den Amadeus Austrian Music Award in der Kategorie Best Engineered Album für Soweit Sonar von Julian le Play gemeinsam mit Alex Pohn, Lukas Hillebrand und Mischa Janisch gewonnen.

## Diskografie (produced by)
- Once In A Month Of Sundays
- The Pearly Gates
- Falsche Freunde
- Melongroove

## Diskografie (mastered by)
- Once In A Month Of Sundays
- The Pearly Gates
- Closer
- Ich bin du bist
- Falsche Freunde
- Soulin' Vienna

## Diskografie (guestmusician)
- Savage Garden

## Diskografie (co-produced)
- On The Air